# Chemin de fer du Salève

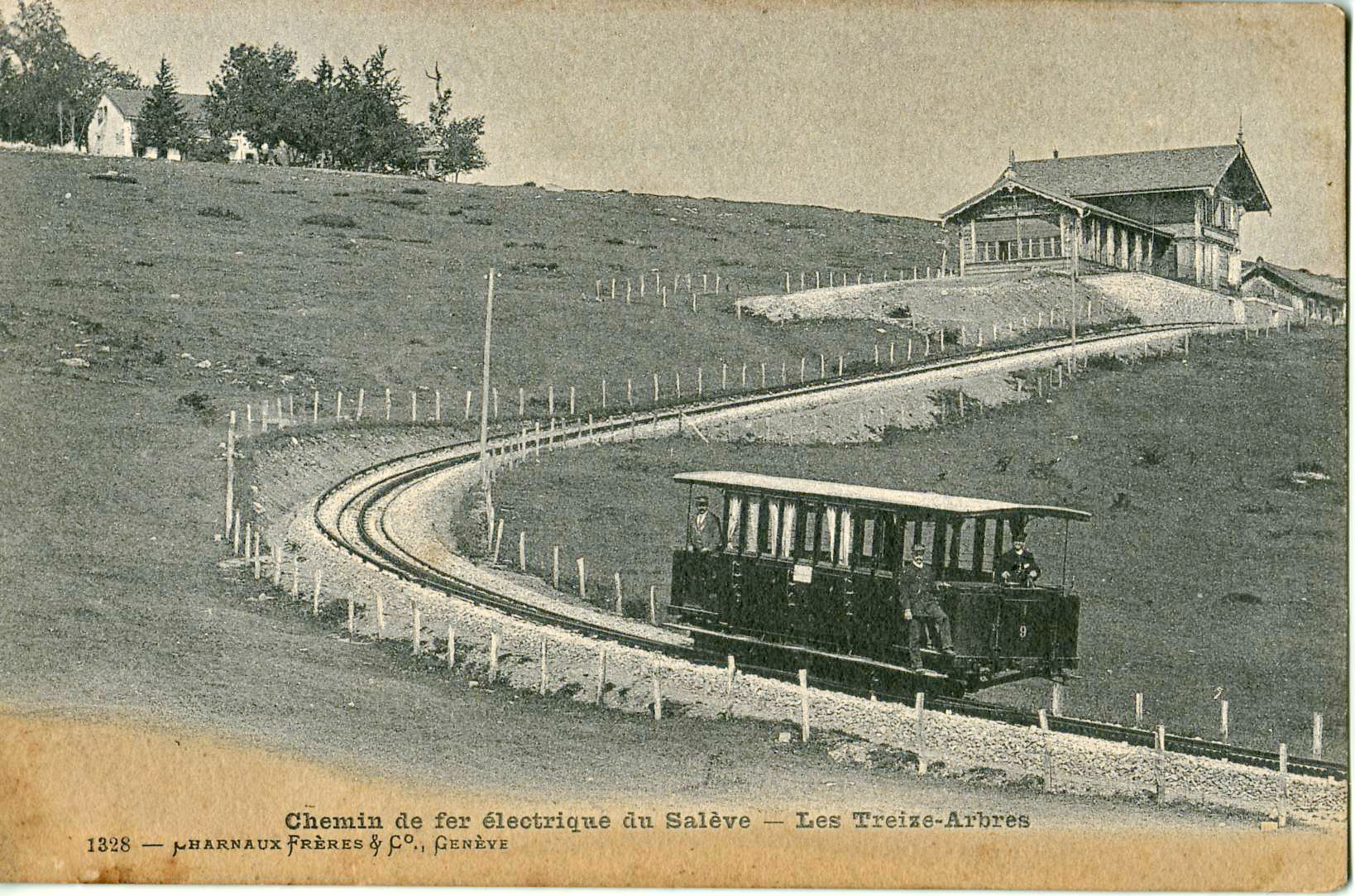
Bergstation Treize-Arbres der Salève-Bahn

Der Chemin de fer du Salève war die erste elektrische Zahnradbahn der Welt. Sie führte auf den in der Nähe von Genf, aber schon auf französischem Staatsgebiet im Département Haute-Savoie (Hoch-Savoyen) liegenden Mont Salève. Die vollständige französische Bezeichnung lautete Société anonyme des Chemins de fer du Salève (CFS), deutsch „Aktiengesellschaft der Salève-Eisenbahnen“. Bekannt war sie auch unter dem Namen Funiculaire du Salève, obgleich sie keine Standseilbahn war.

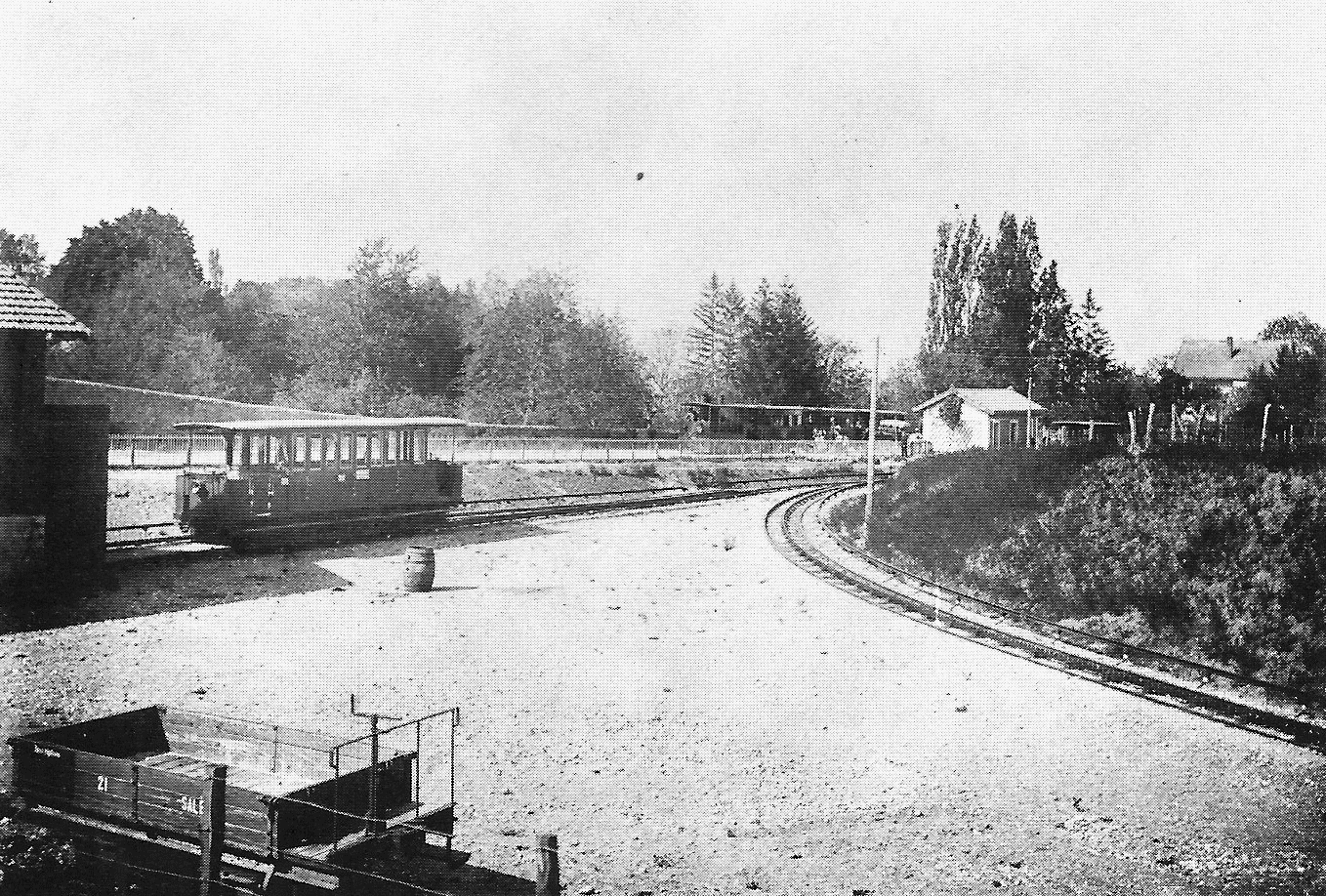
Talstation Veyrier (1895)

Die meterspurige Bahn war mit einer zweilamelligen Zahnstange System Abt ausgerüstet und bezog den Strom wie eine U-Bahn aus einer Stromschiene, die sich seitlich der Gleise befand. Diese während der ganzen Betriebsdauer beibehaltene, nicht ungefährliche, Stromzuführung führte zum Tod dreier Menschen sowie einer nicht bekannten Anzahl von Wild- und Nutztieren.
Zwölf Triebwagen mit einem Leergewicht von 10,4 Tonnen, ausgelegt für 40 Passagiere, besorgten zusammen mit sechs Loren für den Gütertransport den gesamten Verkehr. Die Triebwagen waren 8,5 m lang, 2,1 m breit und 3 m hoch. Zwei Motoren von 40 PS (29 kW) ermöglichten eine Betriebsgeschwindigkeit zwischen 5,4 und 10,8 km/h.
Die erste Strecke von Étrembières über Mornex und Monnetier-Mairie nach Treize-Arbres (Mont Salève) von 6 km Länge wurde 1892 eröffnet, die zweite Strecke Veyrier–Monnetier-Mairie von 3 km Länge im Jahr 1894. Die Züge verließen Étrembières und Veyrier zur selben Zeit und trafen sich in Monnetier-Mairie. Von dort aus fuhren sie im Konvoi aus einzeln fahrenden Triebwagen bis zur auf 1140 m ü. M. gelegenen Endstation Treize-Arbres. Im Sommer 1914 dauerte eine Berg- oder Talfahrt etwa eine Stunde. Der Fahrpreis für eine Fahrt von Veyrier nach Treize-Arbres und zurück in der 1. Klasse betrug FF 10,– und in der 2. Klasse FF 7,–.
Zu Beginn war die Salève-Bahn rentabel. Nach dem Ersten Weltkrieg erlebte die Zahnradbahn, auch infolge des aufkommenden Automobilverkehrs, weniger rosige Zeiten. Mit der Eröffnung der konkurrierenden Luftseilbahn Veyrier–Treize-Arbres im Jahre 1932 war das Ende der nun veralteten und zu langsamen Zahnradbahn besiegelt. 1937 wurde der Betrieb auf dem letzten Teilstück eingestellt, nachdem bereits im Winter 1931/1932 die Dörfer im Streckenabschnitt Étrembières–Monnetier-Mairie durch einen Autobusbetrieb erschlossen wurden. Bereits 1938 war die gesamte Strecke abgebrochen.

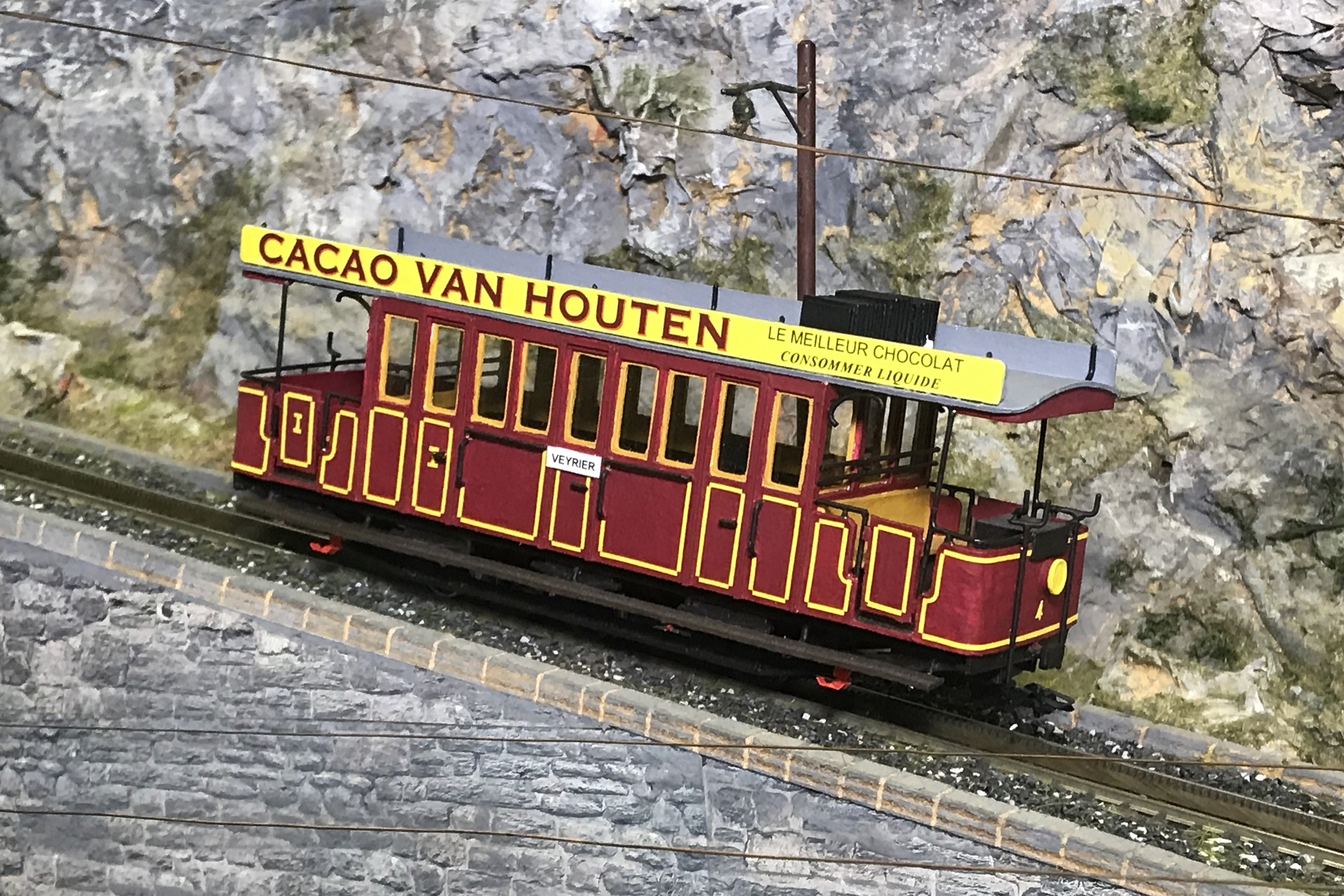
Modell eines roten Spur 0e Triebwagens
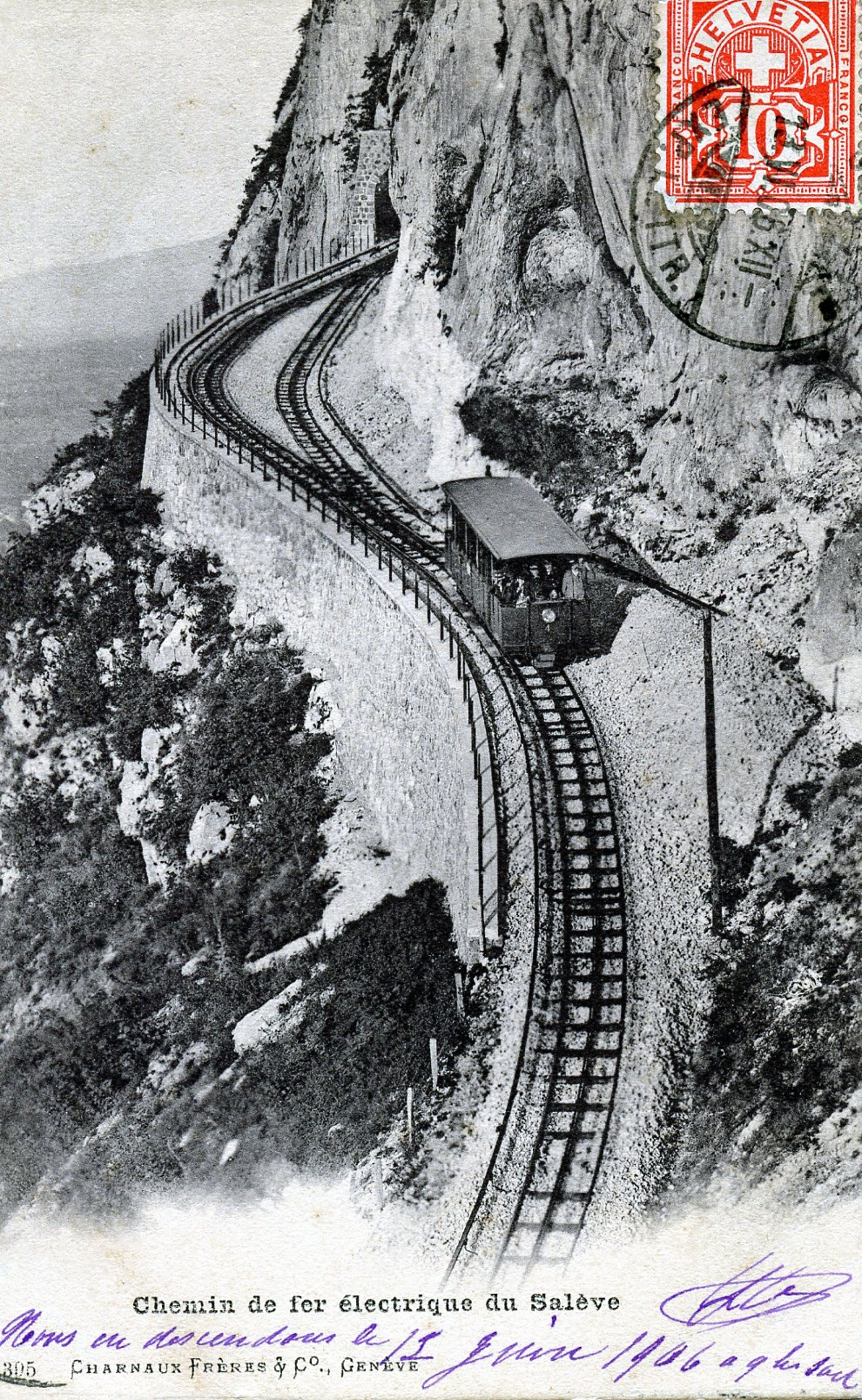
Ausweiche unterhalb des Tunnels Pas de l’Échelle
Mont-Salève-Zahnradbahn, im Hintergrund das Château de Monnetier, 1908
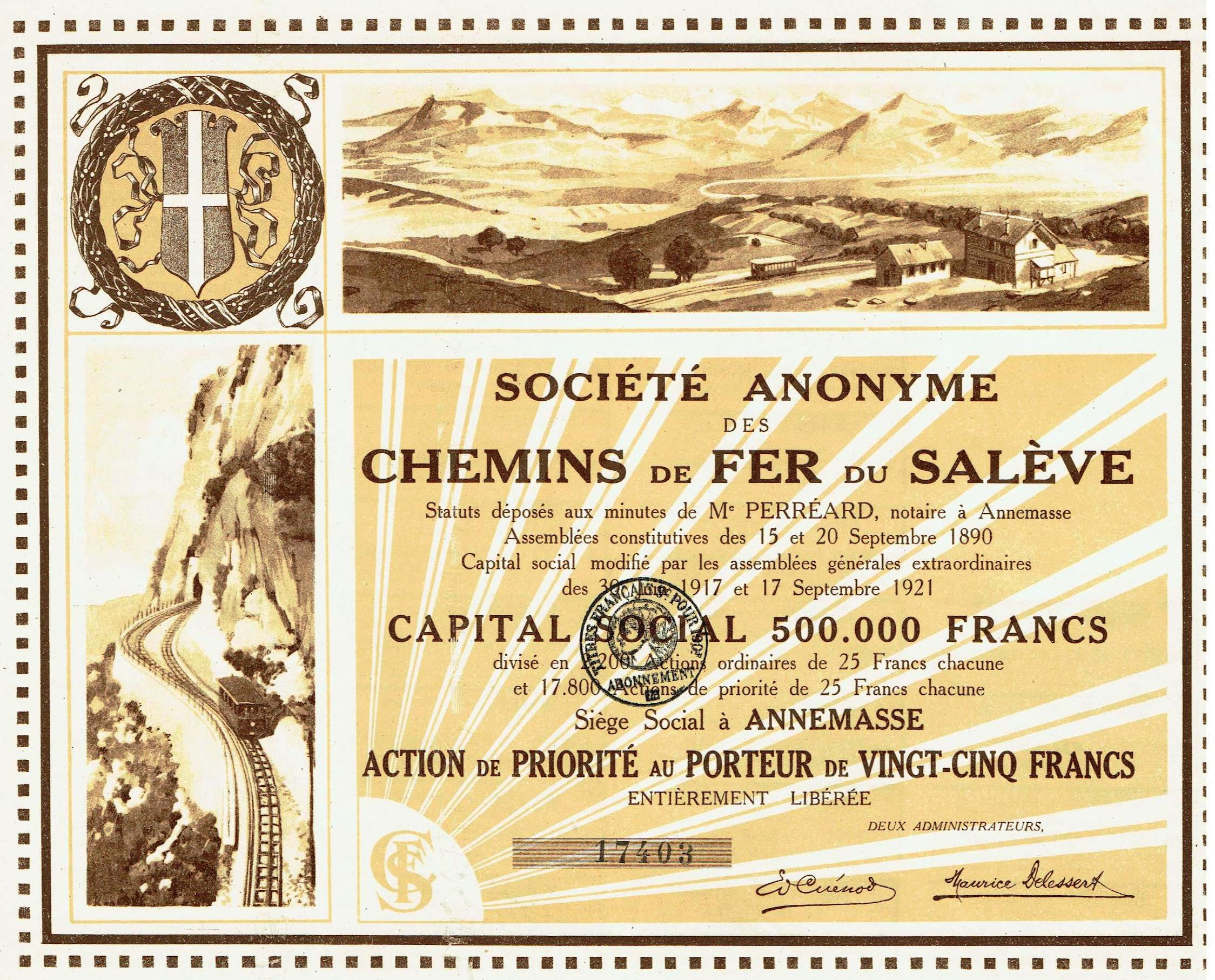
Aktie über 25 Franken der Chemin de Fer du Salève